# قائمة مضادات الاكسدة في الغذاء

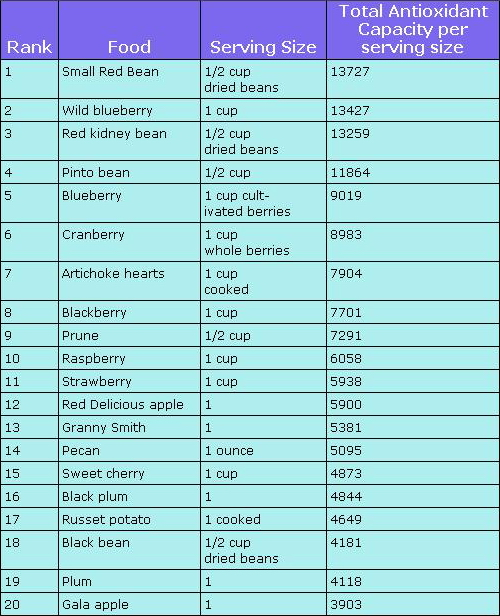
قائمة بنسبة مضادات الأكسدة الموجودة في بعض الأطعمة مع كل كمية

هذه قائمة بمضادات الأكسدة التي توجد بشكل طبيعي في الطعام. يتم تأكيد فيتامين C وفيتامين E – كل مكان بين الأطعمة النباتية غير المعالجة الخام– كمضادات للأكسدة الغذائية، في حين أن فيتامين (أ) يصبح أحد مضادات الأكسدة بعد عملية الايض في البروفيتامين A بيتا كاروتين وكريبتوكسانثين. ان معظم المركبات الغذائية المدرجة كمضادات للأكسدة، مثل البوليفينول الشائعة في النباتات الملونة الصالحة للأكل، لها نشاط مضاد للأكسدة فقط في المختبر، حيث أن مصيرها في الجسم الحي يتم تحوله عبر الايض بسرعة وإفرازه، ولا تزال خصائص المستقلبات الموجودة في الجسم الحي مفهومة بشكل سيئ. لمضادات الأكسدة المضافة إلى الغذاء للحفاظ عليها، انظر هيدروكسيانيول البوتيل وهيدروكسيتولوين البوتيل.

## التوجيه التنظيمي
في الموضوع التالي، يشير مصطلح «مضادات الأكسدة» أساسًا إلى المركبات غير المغذية في الأطعمة، مثل البوليفينول، التي لها قدرة مضادة للأكسدة في المختبر وبالتالي توفر مؤشرًا صناعيًا لقوة مضادات الأكسدة - قياس ORAC. بخلاف الفيتامينات المضادة للأكسدة الغذائية - فيتامين (أ) وفيتامين (ج) وفيتامين (هـ) - لم تثبت فعالية مركبات مضادة للأكسدة في الجسم الحي. وفقًا لذلك، نشرت الهيئات التنظيمية مثل إدارة الأغذية والعقاقير بالولايات المتحدة والهيئة الأوروبية لسلامة الأغذية (EFSA) إرشادات تمنع تسميات المنتجات الغذائية للمطالبة بفوائد مضادات الأكسدة المستنبطة في حالة عدم وجود مثل هذا الدليل الفسيولوجي.

## السياق الفسيولوجي
على الرغم من الحوار أعلاه التي يشير إلى أن الأطعمة الغنية بـ ORAC التي تحتوي على مادة البوليفينول قد توفر فوائد مضادة للأكسدة عندما تكون في النظام الغذائي، لا يوجد أي دليل نفسي على أن أي مادة بوليفينول لديها مثل هذه الإجراءات أو أن ORAC لها أي صلة في جسم الإنسان. لكن على العكس من ذلك، تشير الأبحاث إلى أنه على الرغم من أن مادة البوليفينول هي مضادات أكسدة في المختبر، إلا أن تأثيرات مضادات الأكسدة في الجسم الحي ربما تكون ضئيلة أو غائبة. من خلال «الآليات غير المضادة للأكسدة» التي لا تزال غير محددة، قد تؤثر البوليفينول على آليات أمراض القلب والأوعية الدموية أو السرطان.
الزيادة في قدرة مضادات الأكسدة في الدم التي شوهدت بعد استهلاك الأطعمة الغنية بالبوليفينول (ORAC) ليست ناجمة مباشرة عن البوليفينول، فربما ينتج عن زيادة مستويات حمض اليوريك المستمدة من أيض الفلافونويد.

## الفيتامينات
- فيتامين (أ) (الريتينول)، المصطنع من قبل الجسم من البيتا كاروتين، يحمي الخضار والفواكه ذات اللون الأخضر الداكن والأصفر والبرتقالي من أضرار الإشعاع الشمسي، ويُعتقد أنه يلعب دورًا مشابهًا في جسم الإنسان. تعد الجزر والاسكواش والقرنبيط والبطاطا الحلوة والطماطم (التي تكتسب لونها من اللايكوبين المركب) واللفت والمانجو والبرتقال والتوت الذي يقطن بحار ولفبري (غوجي) والكولار والشمام والخوخ والمشمش مصادر غنية بشكل خاص للبيتا كاروتين. البروفيتامين A الكاروتينويد الرئيسي.
- فيتامين C (حمض الأسكوربيك) هو مركب قابل للذوبان في الماء ويؤدي عدة أدوار في النظم الحية. تشمل المصادر ثمار الحمضيات (مثل البرتقال والليمون الحلو وغيرها) والفلفل الأخضر والبروكلي والخضروات الورقية الخضراء والكشمش الأسود والفراولة والتوت والجبن البحر والكرنب الخام والطماطم.
- فيتامين E ، بما في ذلك توكوترينول وتوكوفيرول، قابل للذوبان في الدهون ويحمي الدهون. تشمل المصادر جرثومة القمح، طحالب البحر، المكسرات، البذور، الحبوب الكاملة، الخضار الورقية الخضراء، الكيوي، الزيوت النباتية، وزيت كبد السمك. ألفا توكوفيرول هو الشكل الرئيسي الذي يستهلك فيه فيتامين هـ. أظهرت الدراسات الحديثة أن بعض ايزومرات توكوترينول لها خصائص هامة مضادة للأكسدة.

## المعادن
- يعد معدن السيلينيوم مصدراً للأكسدة.[9]

## عوامل الفيتامينات والمعادن
- أنزيم Q 10
- المنغنيز بشكل جزئي عندما يكون في حالة التكافؤ +2 كجزء من الانزيم يسمى سوبر ديوكسيد ديسموتاز (SOD).
- اليوديد

## الهرمونات
- الميلاتونين

## شبيه الكاروتينات
- ألفا كاروتين - موجود في الجزر، الاسكواش الشتوي، البندورة، الفاصوليا الخضراء، الكزبرة، الطراد السويسري
- أستازانتين - موجود بشكل طبيعي في الطحالب الحمراء والحيوانات أعلى في السلسلة الغذائية البحرية. وهي صبغة حمراء معروفة بشكل مألوف في قشريات اللحم والسمك.
- بيتا كاروتين - يوجد بتركيز عالي في قرع الجوز والجزر والفلفل البرتقالي والقرع واللفت والخوخ والمشمش والمانجو وخضر اللفت والبروكلي والسبانخ والبطاطا الحلوة
- Canthaxanthin
- الكريبتوكسانثين - موجود في البابايا وصفار البيض والزبدة والتفاح
- لوتين - يوجد بتركيز عالي في السبانخ، اللفت السويسري، الخضر، البنجر، الخردل، الخضروات، الفلفل الأحمر والبامية
- الليكوبين - يوجد بتركيز عالٍ في منتجات البندورة الحمراء المطبوخة مثل الطماطم المعلبة وصلصة الطماطم وعصير الطماطم وكوكتيلات الحديقة والجوافة والبطيخ.
- زياكسانثين - أفضل مصادره هي اللفت، الخضر، السبانخ، اللفت، الخضر السويسرية، الخردل، البنجر، الذرة، البروكلي

## الفينول الطبيعي
الفينولات الطبيعية هي فئة من الجزيئات الموجودة بوفرة النباتات.

### مركبات الفلافونويد
الفلافونويدات، وهي مجموعة فرعية من مضادات الأكسدة في البوليفينول، موجودة في العديد من التوت، وكذلك في القهوة والشاي.
- فلافونيس:
  - ابيغينين
  - ليتيولين
  - Tangeritin
- الفلافونول:
  - Isorhamnetin
  - كايمبفيرول
  - Myricetin - الجوز هي مصدر غني به
  - بروانثوسيانيدين، أو العفص المكثف
  - Quercetin وما يتصل بها، مثل <a href="./[[:en:Rutin|Rutin]]" rel="mw:WikiLink" data-linkid="168" class="cx-link" title="Rutin">rutin</a>
- Flavanones:
  - إريوديكتيول
  - Hesperetin (يتأيض إلى هيسبيريدين)
  - نارينجين (مستقلب من نارينجين)
- فلافانول والبوليمرات الخاصة بهم:
  - كاتشين، gallocatechin واسترات gallate المقابلة لها
  - Epicatechin ، epigallocatechin واسترات غاليت المقابلة لها
  - Theaflavin استرات gallate لها
  - Thearubigins
- الإيزوفلافون فيتويستروغنز - يوجد أساسًا في فول الصويا والفول السوداني وغيرهم من أفراد عائلة الفاباسي
  - Daidzein
  - جينيستين
  - Glycitein
- Stilbenoids :
  - ريسفيراترول - وجدت في جلود العنب الداكن اللون، وتتركز في النبيذ الأحمر.
  - Pterostilbene - التناظرية ميثوكسي لريسفيراترول، وفيرة في التوت فاكسينيوم
- الانثوسيانين
  - سيانيدين
  - Delphinidin
  - Malvidin
  - Pelargonidin
  - فاوانيدين
  - Petunidin

### الأحماض الفينوليةوالاسترالمرافق لها
- حمض الشيكوريك - مشتق آخر من حامض الكافيين، يوجد في الهندباء وإشنسا.
- حمض الكلوروجينيك - يوجد بتركيز عالٍ في القهوة والتوت والطماطم. المنتجة من استرات حمض الكافيين.
- حمض سيناميك ومشتقاته، مثل حمض الفيروليك - الموجود في بذور النباتات مثل الأرز البني والقمح الكامل والشوفان، وكذلك في القهوة والتفاح والخرشوف والفول السوداني والبرتقال والأناناس.
- حمض الإيلاجيك - موجود بتركيز عالٍ في التوت والفراولة، وفي شكل إستر في العفص والنبيذ الأحمر.
- Ellagitannins - بوليمر التانين المتحلل بالهيدروجين الذي يتشكل عندما يقوم حامض الإيلاجيك، مونومر البوليفينول، بتثبيته وربطه بمجموعة الهيدروكسيل من كربوهيدرات بوليول مثل الجلوكوز.
- حمض الغال - موجود في الجوز والسماق والبندق الساحر وأوراق الشاي ولحاء البلوط والعديد من النباتات الأخرى.
- الجالوتانين - بوليمر التانين المتحلل بالهيدروجين الذي يتشكل عندما يقوم حامض الغاليك، وهو مونومر البوليفينول، بتثبيته وربطه بمجموعة الهيدروكسيل من كربوهيدرات بوليول مثل الجلوكوز.
- حامض روزمارنيك - موجود في تركيز عالٍ في إكليل الجبل، الأوريجانو، بلسم الليمون، المريمية، والمردقوش.
- حمض الساليسيليك - الموجود في معظم الخضروات والفواكه والأعشاب؛ ولكن الأكثر وفرة في لحاء أشجار الصفصاف، من حيث تم استخراجها للاستخدام في تصنيع الأسبرين في وقت مبكر.

### الفينول من غير الفلافونايد الأخرى
- الكركمين - يحتوي الكركمين على التوافر «البيولوجي المنخفض»، لأنه يتم إفراز الكثير منه من خلال الجلوكورونيدات. ومع ذلك، يتم تعزيز التوافر الحيوي بشكل كبير عن طريق إذابة في الدهون (الزيت أو الليسيثين)، والحرارة، [10] بالإضافة إلى بايبرين piperine ، أو من خلال الجسيمات النانوية.
- Flavonolignans - على سبيل المثال سيليمارين - خليط من flavonolignans المستخرجة من الحليب الشوك ([./https://en.wikipedia.org/wiki/Milk_thistle milk thistle]).
- الزانثون - مانغوستين يحتوي على مجموعة كبيرة ومتنوعة من الزانثونات، [11] ولكن بعضها مثل مانغوستين قد تكون موجودة فقط في[./https://en.wikipedia.org/wiki/Xanthone#Xanthone_derivatives inedible shell].
- الأوجينول

## البوليفينول في الغذاء
تحتوي العديد من الأطعمة الشائعة على مصادر غنية من البوليفينول التي لها خصائص مضادات الأكسدة فقط في دراسات أنبوب الاختبار (في المختبرات فقط). كما يفسر معهد اينوس باولنغ Linus Pauling ، فإن البوليفينول الغذائي ليس له قيمة غذائية مضادة للأكسدة مباشرة أو معدوم بعد الهضم. ليس مثل عمله في أنبوب الاختبار المتحكم فيه، فإن مصير الفلافون أو البوليفينول في الجسم الحي يُظهر أنه يتم امتصاصه بشكل سيئ والحفاظ عليه بشكل سيئ (أقل من 5٪)، بحيث يوجد معظم ما يتم امتصاصه كما يتم تعديل عمليات الايض المتعددة أثناء عملية الهضم، ويتم إفرازها بسرعة.
التوابل والأعشاب والزيوت الأساسية هي غنية بالبوليفينول في النبات نفسه وتظهر بإمكانية مضادات الأكسدة في المختبر. التوابل النموذجية الغنية بالبوليفينول (المؤكدة في المختبر): القرنفل، القرفة، الأوريجانو، الكركم، الكمون، البقدونس، الريحان، مسحوق الكاري، بذور الخردل، الزنجبيل، الفلفل، مسحوق الفلفل الحار، الفلفل الحلو، الثوم، الكزبرة، البصل والهيل. الأعشاب النموذجية هي حكيم، زعتر، مردقوش، طرخون، نعناع، زعتر، مالح، ريحان وأعشاب شبت.
تعتبر الفواكه المجففة مصدرًا جيدًا للبوليفينول حسب الوزن / حجم الحصة حيث تمت إزالة الماء منه، مما يجعل نسبة البوليفينول أعلى. الفواكه المجففة النموذجية هي الكمثرى والتفاح والخوخ والخوخ والزبيب والتين والتمر. الزبيب المجفف غني في عدد البوليفينول. يحتوي النبيذ الأحمر على نسبة عالية من إجمالي البوليفينول الذي يوفر جودة مضادة للأكسدة والتي من غير المرجح حفظها بعد الهضم.

## مركبات أخرى
- كابسيسين، العنصر النشط من الفلفل الحار
- البيليروبين، وهو منتج من انهيار الدم، باعتباره أحد مضادات الأكسدة المحتملة.[12]
- حامض الستريك وحمض الأكساليك وحمض الفيتيك
- ن-أسيتيل سيستئين، وهو قابل للذوبان في الماء
- R-α- حمض ليبويك، قابل للذوبان في الدهون والماء

## روابط خارجية
- إجمالي محتوى مضادات الأكسدة لأكثر من 3100 من الأطعمة والمشروبات والتوابل والأعشاب والمكملات الغذائية المستخدمة في جميع أنحاء العالم